# Hilal Athletic Nador
Maillots
Le Hilal Athletic Nador (en arabe : الهلال الرياضي الناظوري), plus couramment abrégé en Hilal Nador, est un club marocain de football fondé en 1956 et basé dans la ville de Nador.
Le club évolue actuellement dans le Championnat du Maroc de football de troisième division.

## Histoire
Ce club est le premier de la ville et, avec le Fath Nador, il constitue le pôle footballistique majeur de la ville. En 2007, le club a menacé de jouer en première division espagnole en raison de la proximité de la ville avec Melilla, ville occupée par les Espagnols, dans le nord du Maroc. Ce conflit était dû à un différend avec la Fédération royale marocaine de football, qui avait décidé de le reléguer en division amateur marocaine (troisième division marocaine), malgré une position finale lui permettant de rester en deuxième division marocaine. Après appel, le Comité de la Fédération marocaine de football a décidé d'annuler la première décision et de maintenir le club en deuxième division.

## Choix du nom de l'équipe
Lors d'une soirée du Ramadan, quelques notables de la ville se sont réunis au clair de lune et ont envisagé de créer un club. Ils ont accepté et ont choisi le nom d'Al-Hilal, après que la lune se soit transformée en croissant lors de cette nuit de pleine lune.

## Le parcours du club en Ligue marocaine
Le club a été promu en deuxième division pour la première fois de son histoire en 1979 après avoir battu son rival traditionnel de la ville, le Fath Nador, en barrage. Le club a connu sa période la plus prospère depuis sa montée en deuxième division, étant passé à deux reprises à deux doigts de la montée en première division. Il a disputé un barrage en 1981 contre la Renaissance sportive de Kénitra et s'est incliné 3-1. Il a atteint le même match en 1984 et a également été battu par l'AS Salé. Après une longue attente, le club a été promu en première division pour la première fois en 1986. Après sa promotion en division senior, le club a réalisé de superbes matchs et a souvent embarrassé les plus prestigieux clubs marocains. La progression du club a commencé à décliner au milieu des années 1990 et il a commencé à rétrograder jusqu'à son retour en division amateur, où il est resté jusqu'en 2003, année où il a retrouvé la deuxième division. Hilal Nador a souffert de nombreux problèmes récemment qui pourraient conduire à sa relégation en division amateur,.

## Palmarès
- Botola Pro2 (1) :
  - Champion : 1985-86.

- Botola Amt1 (2) :
  - Champion : 2002-03 et 2009-10.